# Maria Kristina av Savojen
Maria Kristina av Savojen (Maria Christina Carlotta Giuseppina Gaetana Elisa), född 14 november 1812 i Cagliari, död 21 januari 1836 i Neapel, var drottning av Kungariket Bägge Sicilierna mellan 1832 och 1836. Hon gifte sig 21 november 1832 med kung Ferdinand II av Bägge Sicilierna.

## Biografi
Maria Kristina var yngsta dotter till kung Viktor Emanuel I och Maria Teresa av Österrike-Este. Hon beskrivs som vacker, men pryd, blyg och reserverad och trivdes aldrig med sin offentliga roll. Relationen mellan Maria Kristina och Ferdinand var dålig, och han saknade tålamod med hennes nervösa besvär. Hon dog i barnsäng. 
Maria Kristina saligförklarades den 25 januari 2014.

## Barn
- Frans II av Bägge Sicilierna (1836–1894), gift 1859 med Maria Sophia, hertiginna i Bayern (1841–1925)

## Bilder
| - Maria Kristinas gravmonument i kyrkan Santa Chiara i Neapel. |